# Saint-Gaultier

Saint-Gaultier este o comună în departamentul Indre, Franța. În 1 ianuarie 2022 avea o populație de 1.714 de locuitori.